# Arkitektur i Helsingborg

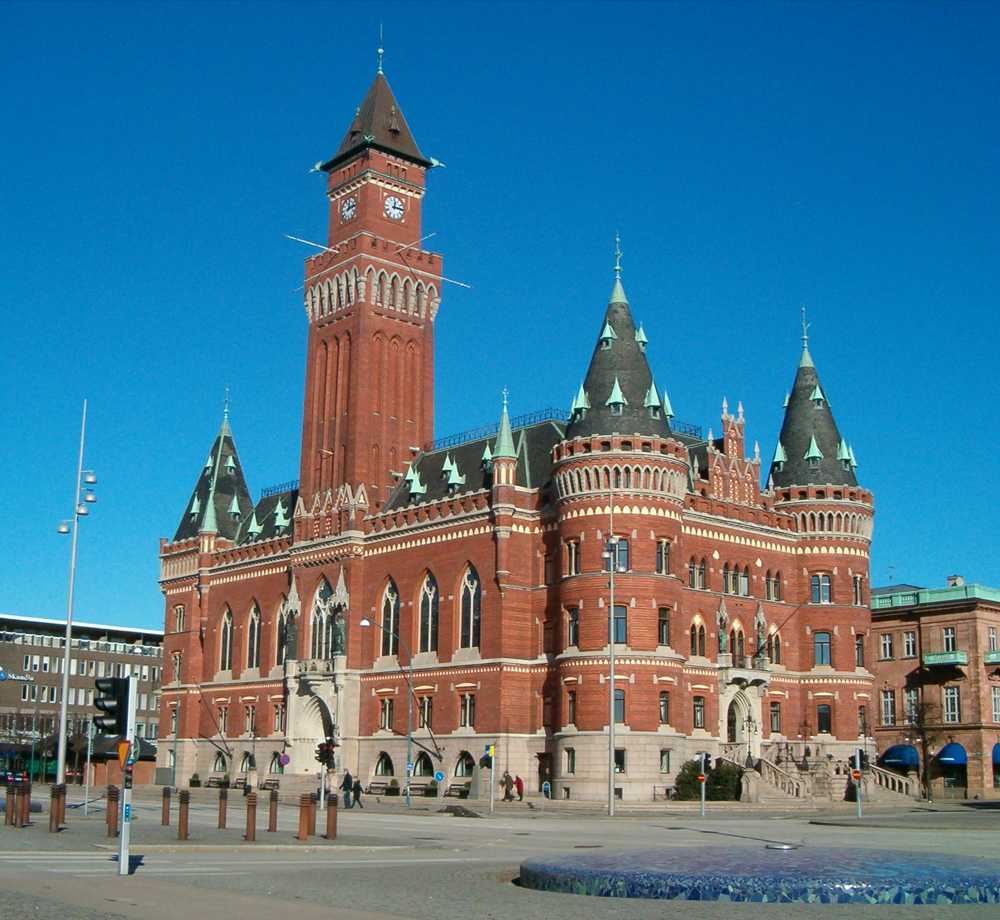
Rådhuset, sett från Kungstorget.

Helsingborgs arkitektur domineras stort av byggnader från stadens expansiva period mellan 1860 och 1920. Då tillkom flera pampiga och nya hus för att manifestera stadens betydelse. Helsingborgs stadsbild har också i hög grad påverkats av ett fåtal arkitekter, som under en tid uppfört flera byggnader, då särskilt stadens stadsarkitekter. På det sena 1800-talet var Mauritz Frohm stadsarkitekt och bidrog med ett flertal byggnader i klassicistisk stil, till exempel Tullhuset och Hotell Mollberg. 1903 tog rådhusarkitekten Alfred Hellerström över och även han gav staden flera dominerande byggnader, bland annat Handelsbankens bankbyggnad vid Stortorget. Den dominerande gestalten under modernismen var Mogens Mogensen, som även om han inte var stadsarkitekt fick uppföra flera viktiga byggnader i staden. Helsingborgs stad var under 1900-talets början öppen för arkitekter utifrån, till exempel från Stockholm. Därför har man i staden fått verk av elitarkitekter som Ragnar Östberg, Sigurd Lewerentz, Carl Westman och Sven Markelius

## Helsingborgs utveckling

### Den historiska bebyggelsen

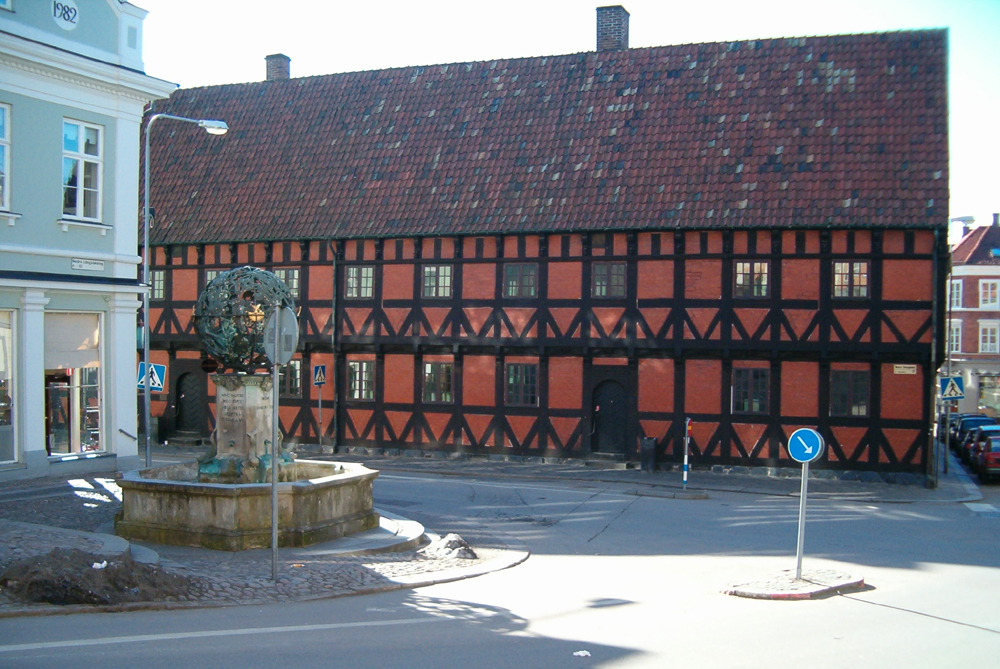
Jacob Hansens hus, sett från Tycho Brahes plats.

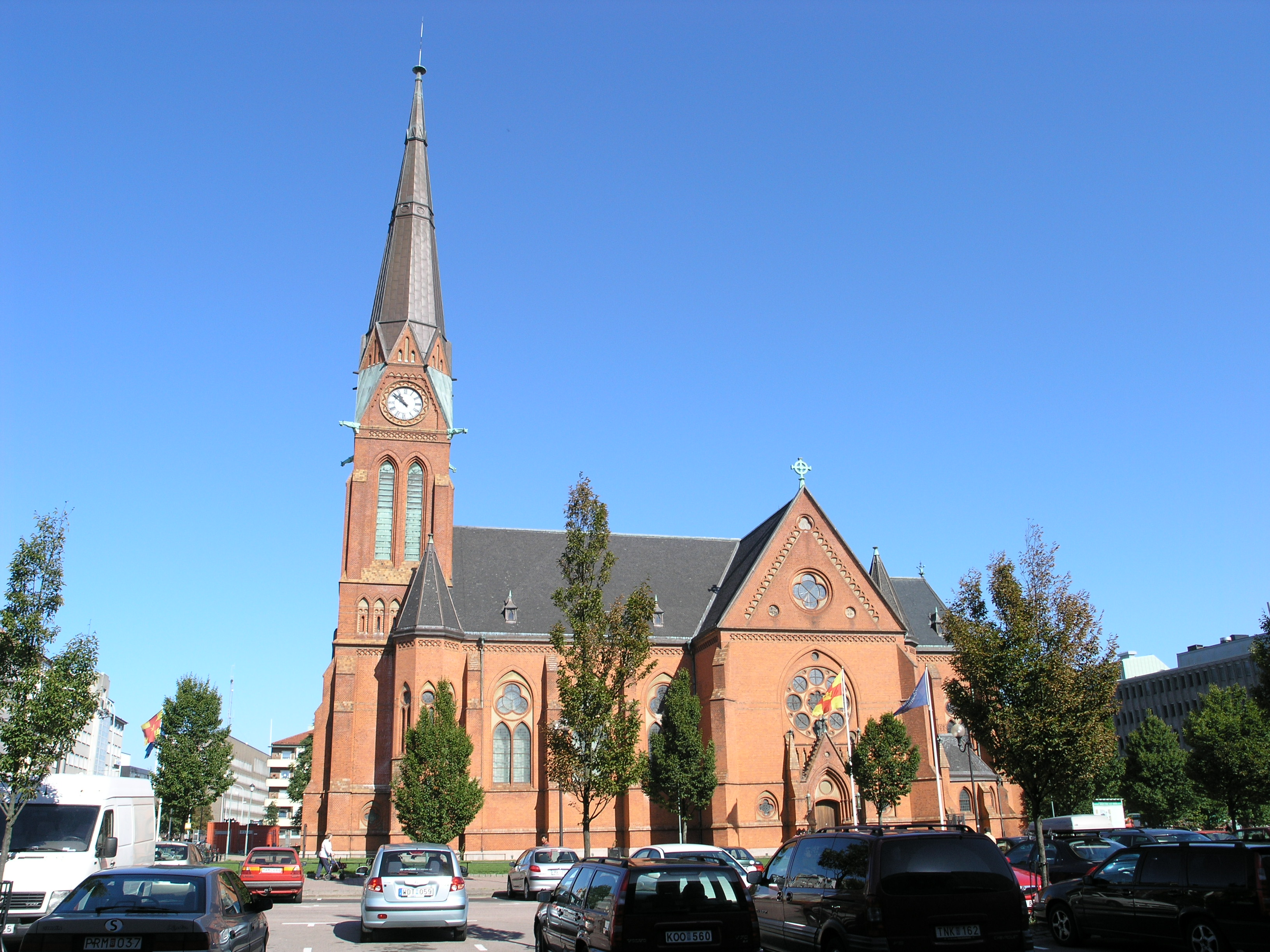
Gustav Adolfs kyrka, sedd från Gustav Adolfs torg.

Den första bebyggelsen tillkom på vikingatiden och låg uppe på landborgen i skydd av den nyligen uppförda fästningen, som senare kom att bli till Helsingborgs slott. På 1200-talet, i takt med att staden växte, började folk bosätta sig på den smala kustremsan nedanför landborgen där man ägnade sig åt fiske och viss handel. Spår av denna bebyggelse kan ses i det medeltida gatumönstret bestående av oregelbundna kvartersformer. Vattenlinjen gick vid denna tiden mycket närmre landborgskanten, ungefär där Kullagatan och Bruksgatan nu går.
Här fick Helsingborg sin första huvudgata - Storgatan, som ligger strax vid foten av landborgen. Idag är gatan uppdelad mellan Norra och Södra Storgatan, avgränsade av Konsul Trapps plats. Längs denna gata ligger många av stadens historiskt mest betydelsefulla byggnader, till exempel Mariakyrkan och Helsingborgs äldsta bostadshus - Jacob Hansens hus, det enda som klarat sig från tiden innan 1670. Storgatan var fram till 1800-talet den dominerande handelsgatan i Helsingborg och blev därefter avlöst av Kullagatan.
Några fler äldre hus längs Storgatan är Gamlegård, Henckelska gården - med sina äldsta delar från 1680, och stadens äldsta stenhus - före detta Apoteket Kärnan. Flera av dessa hus visar att den dominerande byggnadsstilen i staden fram till 1800-talets mitt var korsvirkeshus.

### Expansion
I och med att Helsingborg blomstrade som industri- och handelsstad byttes mycket av den gamla bebyggelsen ut till en mer pampig arkitektur. Staden började även växa ut i Öresund i samband med bebyggelsen av Centralhamnen 1832 och de inre delarna av den nuvarande Nordhamnen 1860. På denna utfyllnad anlades Helsingborgs nya huvudstråk - Drottninggatan/Järnvägsgatan, som ersatte den mer blygsamma Storgatan. Gatorna var inspirerade av de esplanader och boulevarder som dominerade det europeiska stadsbyggandet vid 1800-talets mitt. Längs dessa gator anlades nya monumentala byggnader och vid Stortorget, där gatorna går över i varandra, byggdes 1897 Helsingborgs nya, pampiga rådhus i nygotik, vars uppgift var att markera stadens nyfunna betydelse. 
Invid Järnvägsgatan uppfördes 1865 Centralstationen, vars fasader ritades av Helgo Zettervall, där Helsingborgs järnvägstrafik utgick ifrån söderut. På grund av närheten till just järnvägen, och även hamnen, etablerades i stadens södra delar flera industrier. I anknytning till dessa industrier växte det upp arbetarbostäder på den stadsdel som så småningom började kallas Söder. I dessa delar anlades Gustav Adolf-kyrkan och Nya torg (senare Gustav Adolfs torg, efter kyrkan) som var tänkt som ett andra centrum. 1906 uppfördes Folkets hus i anknytning till torget som ett av de första mer storskaliga husen i området. Detta gav upphov till en stark segregering mellan den norra, mer högborgerliga, delen av Helsingborg och det arbetarbetonade Söder. I stadens norra delar uppfördes istället överdådiga villor på Tågaborg och Norr.
De befästningar som omgett Helsingborgs slott i öster revs på 1800-talet och därmed frilades stora ytor att bygga på. Här uppfördes flera institutionsbyggnader längs gatan Bergaliden: Handelsgymnasiet 1863, Lasarettet 1878, Fattigvårdsanstalten 1888, Slottsvångsskolan 1892 och Nicolaiskolan 1898. I anknytning till dessa delar byggdes i stadsdelen Olympia flera patriciervillor i jugendstil, de så kallade "fågelkvarteren" eftersom alla kvarteren har fågelnamn. Något sydost om denna bebyggelse byggdes Wilson Park upp, som ursprungligen var tänkt att bli ett villaområde i stil med Tågaborg, men då intresset för detta var rätt svalt, blev det istället mer blygsamma villor för hantverkare och arbetare. 
På tidigt 1900-tal anlade man ännu ett administrativt stråk utanför det förra, Magnus Stenbocksgatan, med idrott och utbildning i form av idrottsplatsen Olympia och Olympiaskolan. Denna gata är numera en betydande genomfartsled runt centrum och sträcker sig från Högaborg i söder bort till Stattena i norr, indelad i Södra, Mellersta och Norra Stenbocksgatan.

### Modernismen

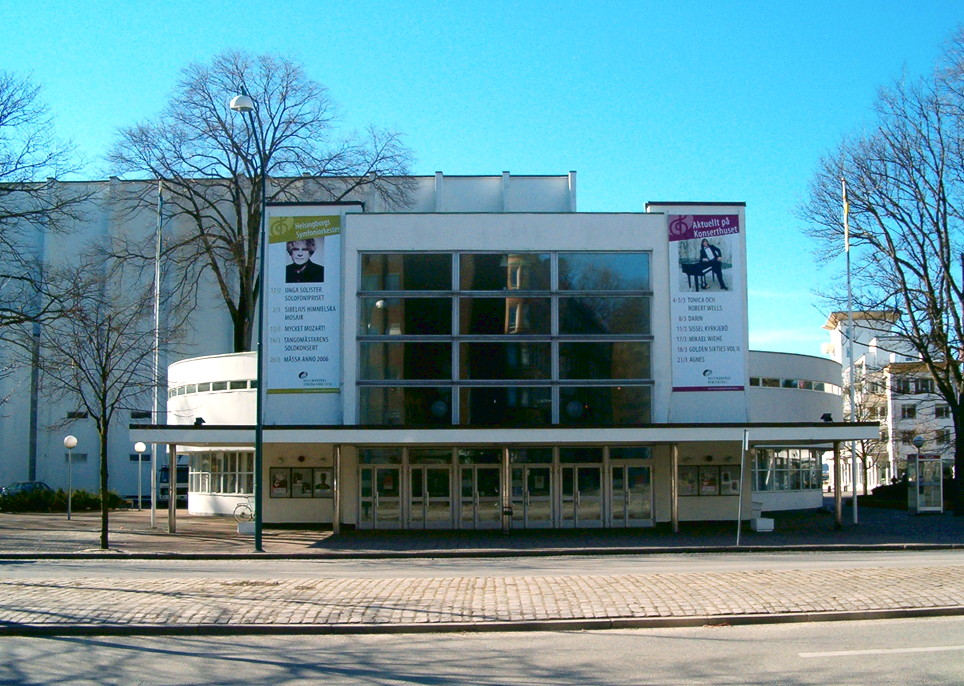
Konserthuset.

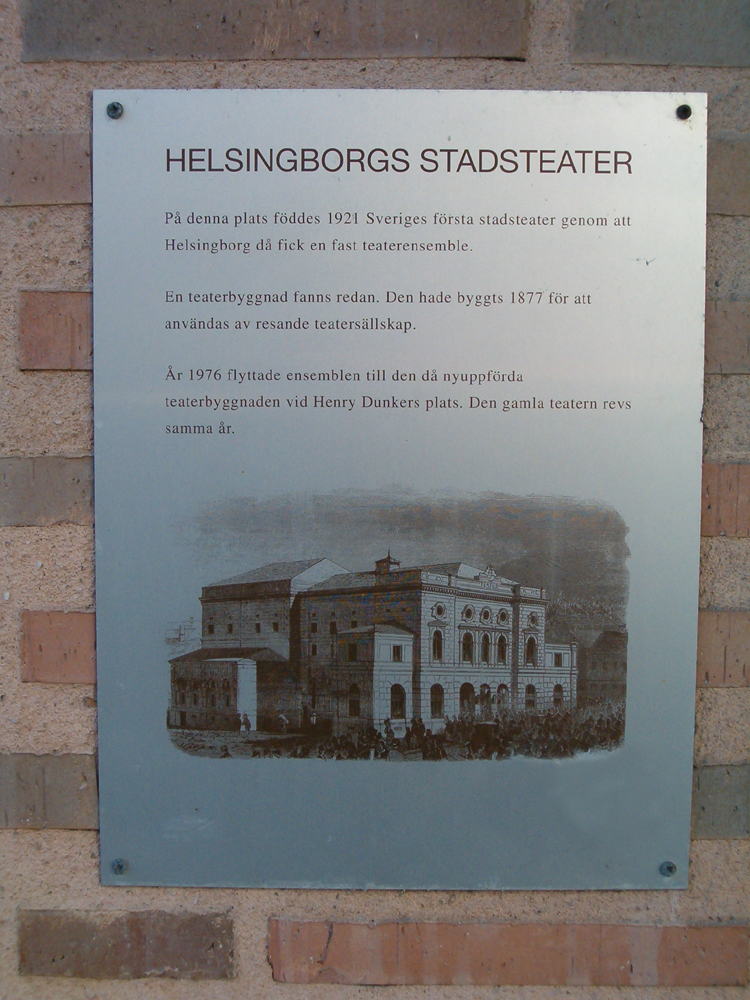
Plakett över Gamla Stadsteatern.

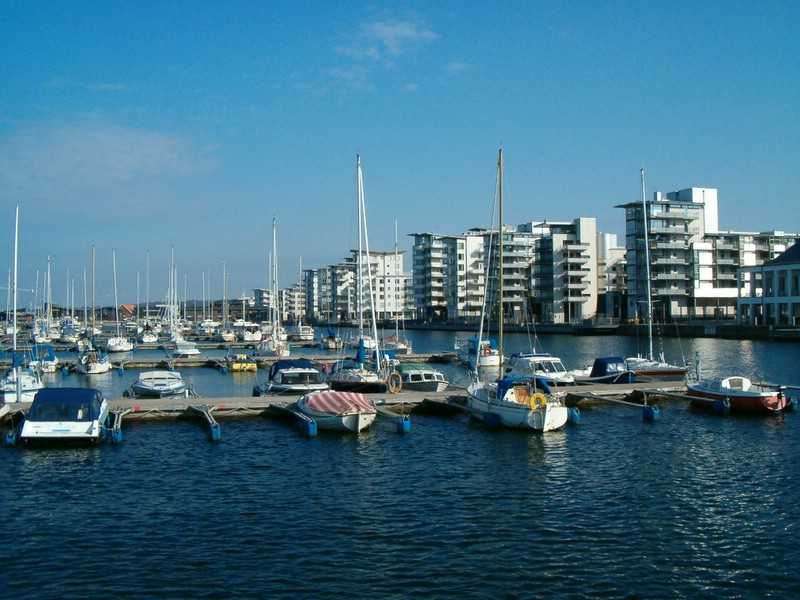
Helsingborgs marina.

1927 kunde Helsingborg med hjälp av pengar från Dunkerfonden utlysa en tävling om ett nytt konserthus. Tävlingen vanns av Sven Markelius vars slutgiltiga förslag blev en stilren funkisbyggnad i vit puts, färdigställd 1932 - ett av Sveriges bästa exempel på funkisarkitektur. I anknytning till stråket vid Magnus Stenbocksgatan tillfördes också fler byggnader i mer modernistisk stil, som Idrottens hus, ritat av Mogens Mogensen som var stadens mest dominerande modernistiska arkitekt, och Tycho Braheskolan. I samband med Magnus Stenbocksgatan byggdes också många flerbostadshus i funkisstil, till exempel i stadsdelarna Eneborg och på Slottshöjden.
Med sin fortsatta expansion har Helsingborg fått exempel på de flesta byggnadsstilar från nyrenässans, jugend, nationalromantik och nyklassicism till funkis och 1950-talsbebyggelse. Men även miljonprogrammet har lämnat spår efter sig i form av stadsdelarna Dalhem, Fredriksdal och Adolfsberg. 
Helsingborg var inte heller förskonat 1960- och 1970-talens stora rivningshysteri och flera äldre byggnader i centrum fick ge plats för stora nya tegelpalats, de flesta i brunt helsingborgstegel. Några exempel på sådana nybyggen är SEB-huset, som ersatte det annars då imponerande Högvaktenhuset, Skandiahuset vid Rådhustorget och nuvarande Söderpunkten. Söder var den stadsdel som blev omvandlad mest, i synnerhet kring Mäster Palms plats, som är helt omgiven av senmodernistisk och brutalistisk 1970-talsbebyggelse genom just Söderpunkten, Fackföreningarnas hus, Söderporthuset och Polishuset. De största protesterna fick rivningen av den hundra år gamla stadsteatern 1976 - man hävdade från kommunens sida att den var i för dåligt skick. Numera ligger Stadsteatern vid Henry Dunkers plats, bredvid Konserthuset.
De postmodernistiska arkitekterna hade även de svårt att hålla fingrarna från det gamla, med resultatet att flera modernistiska byggnader byggts om till oigenkännlighet. Bland byggnader man fingrat på kan nämnas HD-huset, genom att fylla igen de gamla fönsterbandsnischerna med alldeles för små fönster och gamla Stadshuset, där man tilläggsisolerat så att fasaden inte längre har den eleganta släta karaktär från då den byggdes.

### Senaste projekten
Under de senaste decennierna har stora förändringar av stadsbilden skett i centrala Helsingborg. Ett problem som staden länge hade att stångas med var järnvägens placering i staden. Det fanns nämligen två stationer, Helsingborg C som var lokaltågsstation med tåg mot Malmö och Åstorp och stationen Helsingborg F (Ångfärjestationen) som var tågfärjeterminal för tågfärjorna till Helsingör och stationen för alla fjärrtåg mot Stockholm och Göteborg. 
Mellan dessa stationer fanns ett gatuspår där nästan enbart godståg gick i 10 km/h, framförda av en man med en röd flagga som varnade den övriga trafiken för det annalkande tåget som kom. Det var en opraktisk trafiksituation, som löstes under 1980-talet då man grävde ned gatuspåret genom staden i en tunnel, rev Helsingborg C och lät bygga den nya järnvägsstationen och färjeterminalen Knutpunkten på samma plats.
Vid Knutpunktens invigning 1991 flyttade man samtidigt hela färjeterminalen så att Helsingborg F blev överflödigt och staden fick en riktig järnvägsstation. Idag är före detta Helsingborg F tillhåll för den populära rockklubben The Tivoli. 
På de ytor som frigjordes efter att gatuspåret igenom staden försvann har man bland annat byggt bostäder i Norra Hamnen, som stod klara till H99-utställningen 1999 och Dunkers kulturhus, invigt 2002. Sedan 1800-talet diskuterar man att bygga en tågtunnel under Öresund till Helsingör, den så kallade HH-tunneln, liksom att gräva ned de befintliga järnvägarna i staden för att kunna genomföra detta projekt. Detta innefattar bland annat järnvägen genom naturreservatet Pålsjö skog, samt järnvägsbron vid Liatorpsplatsen. Efter att Öresundsbron mellan Malmö och Köpenhamn invigdes år 2000, försvann tågfärjorna till Helsingör liksom mycken annan trafik som direkttåg till Stockholm.
Helsingborgs stadsfullmäktige har vidare beslutat att alla järnvägsspår söder om Helsingborgs centralstation, närmare bestämt mellan Knutpunkten och Östra och Västra Sandgatan, ska grävas ner i en tunnel, kallad Södertunneln. Projektet ska finansieras helt genom försäljning av den mark som frigörs och genom kapitaltillskott från Helsingborgs Hamn AB och Öresundskraft AB. Byggandet av tunneln är en del av den omfattande regeneration som planeras för södra Helsingborg under kommande år, kallad H+ projektet. H+ inbegriper förutom byggandet av Södertunneln, även rivandet av Gåsebäckens industriområde och motorvägen Malmöleden. För de frigjorda markområdena planeras tät innerstadsbebyggelse med ett nytt rutat vägnät som ansluter till innerstadsbebyggelsen i stadsdelen Söder. 
Staden har också beslutat att man skall verka för att Banverket skall bygga en tunnel i norra stadsdelarna, rättare sagt under stadsdelen Tågaborg (därav arbetsnamnet Tågaborgstunneln). Tunneln ingår i tankarna om att västkustbanans sista sträcka (Ängelholm - Helsingborg) även skall bestå av dubbelspår. 
I omedelbar anslutning till de nyplanerade områdena i södra Helsingborg ligger Mindpark (före detta SHIP) i gamla Tretornfabriken. Mindpark är en mötesplats för kreativitet, studenter och entreprenörskap och består av en unik kombination av showroom, café, företagshotell och konferensmöjligheter. I Tretornfabriken ligger också Campus Helsingborg, en satellit till Lunds universitet. Genom den omfattande nybyggnationen kommer Campus att få goda möjligheter till framtida expansion i de södra delarna av staden. Lunds universitet har tidigare lyckosamt grundat filialer, vilka utvecklats till självständiga högskolor och universitet, bland annat Växjö universitet (startades av Lunds universitet 1967, grundat som det fristående lärosätet Växjö högskola 1977, ackrediterad universitetsstatus 1999).
Stadsdelen Söder, vilken ligger intill Campus Helsingborg och de nyplanerade områdena i södra Helsingborg, har historiskt sett dragits med sociala problem, segregation, missbruk, en högre andel arbetslöshet och bidragsberoende än andra stadsdelar. Regenerationen av de hamn- och industriområden som omger Söder, ses som en möjlighet att minska de ekonomiska skillnaderna mellan norra och södra Helsingborg.

## Arkitekter
Arkitekter som satt sin prägel på staden:
- Alfred Hellerström
- Carl Georg Brunius
- Helgo Zettervall
- Folke Zettervall
- Mauritz Frohm
- Carl Westman
- Sten Samuelson
- Filip Lundgren
- Nils J. Lundgren
- Mogens Mogensen
- Harald Berglin
- Sven Markelius
- Jørn Utzon
- Kim Utzon
- Adrian Crispin Petersson
- Ragnar Östberg

## Byggnader
| Äldre bebyggelse - Kärnan - S:ta Maria kyrka - Raus kyrka - Pålsjö slott - Jacob Hansens hus - Gamlegård - Henckelska gården - Fredriksdals herrgård | 1800-talets byggnader - Apoteket Kärnan - Bruniushuset - Essenska villan - Konsul Olssons magasin - Handelsgymnasiet - Continentalpalatset - Sofiero slott - Vikingsberg - Hotell Mollberg - Tullhuset - Sockerbruket - Gustav Adolfs kyrka - Rådhuset - Gossläroverket - Ångfärjestationen - Ramlösa brunnshotell | Det tidiga 1900-talet - Gustav Adolfsskolan - Gamla Elverket - Terrasstrapporna - Villa Thalassa - Handelsbanken - Ringstorps vattentorn - Folkets hus - Villa Hevea - Engelska radhusen - Grand Hotel - S:ta Maria sjukhus - Krematoriet | Modernismen - Konserthuset - Olympiaskolan - Simhallsbadet - Tretornfabriken - Restaurang Parapeten - H55-paviljongen - Idrottens hus - Elinebergshusen - Stadsbiblioteket - Hamilton House - Lasarettet - Stadsteatern | Sentida byggnader - Helsingborgs centralstation - Norra hamnen - Mariastaden - Kvarteret Slottet - "Eos" - Dunkers kulturhus |

### Rivna byggnader
| - Gamla rådhuset - Gamla stadsteatern - Centralpalatset - Centralstationen - Gamla lasarettet - Sundstorgets saluhall - Hamnpaviljongen |